# Суперкубок Сан-Марино з футболу
Суперку́бок Сан-Мари́но з футбо́лу — одноматчевий турнір, у якому грають володар кубка Сан-Марино та чемпіон попереднього сезону. У випадку, якщо кубок і чемпіонат виграла одна команда, то в суперкубку грають перша та друга команди чемпіонату.
До 2012 року за трофей змагались не тільки чемпіон та володар Кубка, але і фіналісти даних турнірів. Крім того змагання носило назву - "Трофео Федерале".

## Переможці
| Клуб              | Перемоги | Роки                               |
| ----------------- | -------- | ---------------------------------- |
| Ла Фіоріта        | 6        | 1986, 1987, 2007, 2012, 2018, 2021 |
| Тре Фйорі         | 6        | 1991, 1993, 2010, 2011, 2019, 2022 |
| Лібертас          | 4        | 1989, 1992, 1996, 2014             |
| Тре Пенне         | 4        | 2005, 2013, 2016, 2017             |
| Віртус            | 3        | 1988, 2023, 2024                   |
| Доманьяно         | 3        | 1990, 2001, 2004                   |
| Космос            | 3        | 1995, 1998, 1999                   |
| Мурата            | 3        | 2006, 2008, 2009                   |
| Фольгоре Фальчано | 3        | 1997, 2000, 2015                   |
| Фаетано           | 1        | 1994                               |
| Кайлунго          | 1        | 2002                               |
| Пеннаросса        | 1        | 2003                               |